# Mesagne (stacja kolejowa)
Mesagne (wł. Stazione di Mesagne) – stacja kolejowa w Mesagne, w prowincji Brindisi, w regionie Apulia, we Włoszech. Obecnie czynna dla pasażerów, znajduje się przy via Tenente Ugo Granafei, na północnym wjeździe do miasta z drogi ekspresowej Brindisi-Taranto, przy skrzyżowaniu Mesagne Centro-Mesagne Stazione.
Według klasyfikacji RFI ma kategorię brązową.

## Opis
Stacja Mesagne obsługuje głównie pociągi regionalne między Tarentem i Brindisi. Rzadziej kursują pociągi Intercity ekspresowe i międzyregionalne. Kiedyś była często wykorzystywana przez pociągi towarowe, gdyż posiada 5 torów niezelektryfikowanych. Stacja jest częścią programu "Pegasus" prowadzonego przez RFI, który przewiduje przebudowę 101 stacji do roku 2016. Wnętrze stacji wyposażone w łazienki, poczekalnię i kasy jest w złym stanie technicznym.
Stacja obsługuje również gminy: San Donaci i San Pancrazio Salentino.

## Linie kolejowe
Tarent – Brindisi